# Gonzales, Texas
Gonzales là một thành phố thuộc quận Gonzales, tiểu bang Texas, Hoa Kỳ. Năm 2010, dân số của xã này là 7237 người.

## Dân số
- Dân số năm 2000: 7202 người.
- Dân số năm 2010: 7237 người.